# Согдијан
Согдијан је био краљ Персије (424. п. н. е. - 423. п. н. е. ). Био је незаконити син Артаксеркса и вавилонске конкубине. 
Ксеркс II, законити син Артаксеркса преузима власт, али Согдијан захтева престо и убија Ксеркса II 45 дана након преузимања власти. Командант коњице убија Согдијана након 6 месеци, а Дарије II постаје једини краљ.